# Buchführungshelfer
Buchführungshelfer in Deutschland sind gewerblich tätige, externe Dienstleister, die Hilfen im Bereich der kaufmännischen Buchführung anbieten; sie üben keinen einem Steuerberater oder Steuerbevollmächtigten ähnlichen Beruf aus. Im Gegensatz zu ihren österreichischen Kollegen sind die deutschen Buchführungshelfer nicht staatlich bestellt und auch nicht zur Fortbildung, sowie zum Abschluss einer Vermögensschadenhaftpflichtversicherung verpflichtet.

## Rechtslage
Die rechtlichen Grundlagen in Deutschland sind im Steuerberatungsgesetz enthalten. Dort wird im § 6 Absatz 3 und 4 StBerG geregelt, welche Personen welche Tätigkeiten im Bereich der Buchhaltung als externer Dienstleister durchführen dürfen. Alle weiteren Tätigkeiten in Bezug auf die Hilfestellung in Steuersachen sind nur Steuerberatern, Steuerbevollmächtigten oder Steuerberatungsgesellschaften vorbehalten. „Nach § 5 Abs. 1 Satz 1 StBerG dürfen andere als die in den §§ 3, 3a und 4 StBerG bezeichneten Personen nicht geschäftsmäßig Hilfe in Steuersachen leisten.“ Bei den im § 6 Absatz 3 und 4 StBerG genannten Ausnahmen handelt es sich nach lfd. Rechtsprechung nicht um eine Teilerlaubnis zur geschäftsmäßigen Hilfeleistung in Steuersachen.
Daneben sind Vorschriften aus der Gewerbeordnung und dem Handelsgesetzbuch zu berücksichtigen.  
„Selbstständig tätige Buchhalter (auch Bilanzbuchhalter), die als freie Mitarbeiter bei einem Steuerberater eigenverantwortlich Steuererklärungen, Einnahmenüberschussrechnungen, Jahresabschlüsse etc. erstellen, sind gewerblich tätig. Sie üben keinen einem Steuerberater oder Steuerbevollmächtigten ähnlichen Beruf aus.“

## Tätigkeiten
Gewerbliche Buchführungshelfer (dazu gehören ausdrücklich nicht angestellte Buchhalter) unterliegen – je nach ihrer persönlichen Ausbildung – abgestuften Einschränkungen der von ihnen angebotenen Arbeiten.
Grundsätzlich verboten ist ihnen jede Art einer so genannten Hilfeleistung in Steuersachen, sprich jede Art der Gestaltung der Buchhaltung in Hinsicht auf steuerrelevante Sachverhalte. Diese Tätigkeit ist nur Personen gestattet, die zur unbeschränkten Hilfeleistung in Steuersachen befugt sind, also Steuerberatern, Wirtschaftsprüfern, Steuerbevollmächtigten, vereidigten Buchprüfern und Rechtsanwälten
Beispiele untersagter Tätigkeiten (Liste unvollständig):
- Einrichtung  der  Buchführung,  Erstellung  des  betrieblichen  Kontenplans  (Finanzbuchhaltung)
- Aufstellung  des  Jahresabschlusses  (Bilanz,  Gewinn- und  Verlustrechnung)  und Vornahme der vorbereitenden Abschlussbuchungen
- Gewinnermittlung durch Überschussrechnung
- Einrichtung   der   Lohnkonten,   Lohnsteuerabschlussarbeiten   zum   Jahresende, Durchführung des betrieblichen Lohnsteuerjahresausgleichs
- Erstellung der Umsatzsteuer-Voranmeldungen (auch mit vorheriger Genehmigung des Auftraggebers)[7]

Beispiele erlaubter Tätigkeiten (Liste unvollständig):
- rein mechanisches Erfassen laufender Vorgänge (Belegsortierung)
- Übertragung in ein Kassenbuch
- Datenerfassung vorbereiteter, kontierter Buchhaltungsunterlagen (Kassenbuch, Kontoauszüge)

Nur mit kaufmännischer Ausbildung oder nach Erwerb einer gleichwertigen Vorbildung und nach vorhergehender mindestens dreijähriger Tätigkeit im Buchhaltungswesen:
- Kontieren
- Lohnabrechnungen
- Erstellen von Lohnsteuer-Anmeldungen

Weiterhin müssen Buchführungshelfer die Vorschriften des Handelsgesetzbuches kennen und anwenden können, und sie unterliegen, wie es die Berufsbezeichnung schon aussagt, der Gewerbeaufsicht. Als gewerbliche Dienstleister müssen sie ihre Tätigkeit dem zuständigen Gewerbeamt (in einigen Verwaltungseinheiten: Wirtschaftsamt) anzeigen. Ihre Tätigkeiten führen gleichfalls zu einer Mitgliedschaft in der zuständigen Industrie- und Handelskammer.

## Marktsituation und Wettbewerb
Der Markt für Steuerberater und Wirtschaftsprüfer ist zusammen mit anderen „Freien Berufen“ (z. B. Apotheker, Architekten, Rechtsanwälte) ein sehr streng regulierter Markt in Deutschland. Geprägt sind solche Branchen durch hohe Einstiegshürden bezüglich Qualifikation und Ausbildung. Wettbewerb und Werbung ist laut § 8 StBerG nur in gesetzlich und gerichtlich fest definierten Grenzen zugelassen. Dies spiegelt sich auch in einer Vielzahl von wettbewerbsrechtlichen Abmahn- und Gerichtsverfahren zwischen den Steuerberaterkammern und den selbstständigen Buchhaltern wider. Ein Blick über die deutschen Grenzen hinaus zeigt, dass im Rest Europas weitaus großzügigere Grenzen für die Ausübung der Tätigkeit selbständiger Buchhalter gelten. Branchenverbände fordern daher schon lange eine Anpassung an liberalere Europäische Staaten oder eine einheitliche, europäische Regelung.

## Situation in Österreich
Seit 2007 regelt ein Bilanzbuchhaltungsgesetz (BiBuG) die Befugnisse von österreichischen Bilanzbuchhaltern, Buchhaltern und Personalverrechnern. Mit dem BiBuG entstand in Österreich eine Berufsbehörde, die über einheitliche Standards für die jeweiligen Berufsgruppen wacht. Die Berufsberechtigung können auch Personen im EU-Ausland ohne österreichische Staatsbürgerschaft erwerben. Die selbstständigen Bilanzbuchhalter werden in Österreich staatlich bestellt und sind gesetzlich zur Fortbildung sowie zum Abschluss einer Vermögensschadenhaftpflichtversicherung verpflichtet. Im Gegensatz zu ihren deutschen Kollegen dürfen sie Bilanz oder Jahresabschluss erstellen, nicht jedoch die Steuererklärungen. Ferner dürfen sie zudem ihre Mandanten gegenüber den Finanzbehörden vertreten und sogar Akteneinsicht beantragen. Die Vertretungsbefugnis gilt jedoch nicht vor den Abgabenbehörden des Bundes (Finanzämter, Zollämter) und nicht vor dem Bundesfinanzgericht.